# More Than You Know (canción de 1929)
"More Than You Know" es una canción popular en idioma inglés, cuya melodía fue compuesta por Vincent Youmans y su letra por Billy Rose y Edward Eliscu. La misma fue publicada en 1929.
La canción fue estrenada en el musical de Broadway Great Day donde la interpretó Mayo Methot. También fue popularizada en el teatro y radio por Jane Froman. Las grabaciones contemporáneas más populares fueron realizadas por Helen Morgan (Victor número de catálogo 22149), y por Libby Holman (Brunswick número de catálogo 4613).
La canción fue posteriormente incluida en dos películas musicales: Hit the Deck (1955), cantada por Tony Martin, y en Funny Lady (1975), cantada por Barbra Streisand. Ha sido grabada por numerosos artistas, incluido Brent Spiner de Star Trek Next Generation en su álbum de 1991 'Ol' Yellow Eyes Is Back'.

## Versiones grabadas
- Ann-Margret (1961)
- Mildred Bailey (grabada el 9 de noviembre de 1936, publicada por Vocalion Records con el número de catálogo 3378;[4] regrabada el 12 de febrero de 1942, publicada por Decca Records con el número de catálogo 4267B,[5] y relanzada en 1951 por Decca Records con el número de catálogo 27919[6])
- Count Basie y su orquesta (grabada el 17 de noviembre de 1941; publicada por OKeh Records con el número de catálogo 6584[7])
- Pat Boone (1959)
- Teresa Brewer (1959)
- Randy Brooks y su orquesta (grabada el 2 de mayo de 1946, publicada por Decca Records con el número de catálogo 27205[8])
- Sonny Burke y su orquesta (publicada por OKeh Records con el número de catálogo 5955[9])
- Billy Butterfield y su orquesta (publicada por Capitol Records con el número de catálogo 815[10])
- Benny Carter y su orquesta (voz: R. Felton; grabada el 1 de noviembre de 1939, publicada por Conqueror Records con el número de catálogo 9460[11] y por Vocalion Records con el número de catálogo 5508[12][11])
- Russ Case y su orquesta (publicada por MGM Records con el número de catálogo 30335[13])
- Bill Challis y su orquesta (voz: Bea Wain) (1936)
- Cher grabada para su álbum Bittersweet White Light (1973).
- Buddy Clark (grabada el 21 de agosto de 1947, publicada por Columbia Records con el número de catálogo 37911[14])
- Judy Clay (publicada en 1961 en los Estados Unidos por Ember Records  con el número de catálogo 1080[15] y en Canadá por Reo Records[16][15])
- Larry Clinton y su orquesta (publicada por Cosmo Records con el número de catálogo 704[17])
- Rosemary Clooney - Love (1963)
- Perry Como [grabada el 12 de marzo de 1946 (publicada por RCA Victor Records con el número de catálogo 20-1877-B,[18][19] y por HMV récords en el Reino Unido[18]) y el 11 de enero de 1951[18] (publicada por RCA Victor Records con el número de catálogo 20-4033[20]),   Regrabada en 1957 por Mitchell Ayers y su orquesta en el LP "Dream Along with Me" (RCA/Camden CAS-403).
- Rita Coolidge
- Kim Criswell
- Vic Damone
- Blossom Dearie - Blossom Dearie (1956)
- Jimmy Dorsey
- Tommy Dorsey
- Morton Downey (grabada en abril de 1946, released by Majestic Records con el número de catálogo 1047[21])
- Mike Durso y su orquesta (publicada por MGM Records con el número de catálogo 30644[22])
- Billy Eckstine con la orquesta de Lou Bring (publicada por MGM Records con el número de catálogo 11948[23])
- Larry Elgart y su orquesta (grabada el 26 de enero de 1954; publicada por Decca Records con el número de catálogo 29043[24])
- Ruth Etting (grabada el 12 de noviembre de 1929; publicada por Columbia Records con el número de catálogo 2038D[25])
- Ella Fitzgerald (1949) en su álbum Like Someone in Love (1957)
- Jane Froman
- Jan Garber
- Judy Garland (1958)
- Crystal Gayle (2003)
- Benny Goodman y su orquesta (voz: Helen Forrest) (1940)
- El trío de Benny Goodman (grabada el 24 de abril de 1936, publicada por Victor Records con el número de catálogo 25345[26] y por Bluebird Records con el número de catálogo 10723[27][26])
- Larry Green (publicada por RCA Victor Records con el número de catálogo 20-3664[28])
- Walter Gross (solo piano; publicada por MGM Records con el número de catálogo 30467A[13] and by Musicraft Records con el número de catálogo 387[29])
- Johnny Guarnieri (grabada en noviembre de 1947, publicada por Majestic Records con el número de catálogo 1229"[21])
- Connie Haines
- Corky Hale (publicada en 1970 por Bell Records con el número de catálogo 864[30])
- Roy Hamilton (1960)
- Erskine Hawkins y su orquesta (grabada el 2 de octubre de 1939; publicada por Bluebird Records con el número de catálogo 10504A[27])
- Dick Haymes
- Ted Heath Big Band (1961)
- The Hi-Lo's (1961)
- Billie Holiday (1939)
- Libby Holman y su orquesta (grabada en noviembre de 1929; publicada por Brunswick Records con el número de catálogo 4613[3])
- Lena Horne (1946)
- Harry James
- Al Jolson
- Stacey Kent - Close Your Eyes (1997)
- Morgana King (1958)
- Mario Lanza
- Carol Lawrence (publicada en 1962 by Ava Records con el número de catálogo 102[31])
- Steve Lawrence
- Lennon Sisters
- Johnny Mathis (1959)
- Tina May - More Than You Know (2004)
- Carmen McRae - Ballad Essentials (1999)
- Mayo Methot (Broadway Production) (1929)
- Liza Minnelli
- Pedro Ruy-Blas (2014)